# Валмарено (Тревизо)
Валмарено је насеље у Италији у округу Тревизо, региону Венето.
Према процени из 2011. у насељу је живело 922 становника. Насеље се налази на надморској висини од 239 м.